# Gran Premi de Bèlgica del 1960
Resultats del Gran Premi de Bèlgica de Fórmula 1 disputat la temporada 1960 al circuit de Spa Francorchamps el 19 de juny del 1960.

## Resultats
| Pos | No | Pilot              | Equip           | Voltes | Temps/ Retirada | Pos. de sortida | Punts |
| --- | -- | ------------------ | --------------- | ------ | --------------- | --------------- | ----- |
| 1   | 2  | Jack Brabham       | Cooper - Climax | 36     | 2h 21' 37. 3    | 1               | 8     |
| 2   | 4  | Bruce McLaren      | Cooper - Climax | 36     | + 1' 03. 3 min. | 14              | 6     |
| 3   | 34 | Olivier Gendebien  | Cooper - Climax | 35     | + 1 Volta       | 5               | 4     |
| 4   | 24 | Phil Hill          | Ferrari         | 35     | + 1 Volta       | 4               | 3     |
| 5   | 18 | Jim Clark          | Lotus - Climax  | 34     | + 2 Voltes      | 10              | 2     |
| 6   | 32 | Lucien Bianchi     | Cooper - Climax | 28     | + 8 Voltes      | 15              | 1     |
| Ret | 10 | Graham Hill        | BRM             | 35     | Motor           | 6               |       |
| Ret | 16 | Alan Stacey        | Lotus - Climax  | 24     | Accident Mortal | 17              |       |
| Ret | 22 | Willy Mairesse     | Ferrari         | 23     | Transmissió     | 13              |       |
| Ret | 26 | Wolfgang von Trips | Ferrari         | 22     | Transmissió     | 11              |       |
| Ret | 36 | Chris Bristow      | Cooper - Climax | 19     | Accident Mortal | 9               |       |
| Ret | 30 | Chuck Daigh        | Scarab          | 16     | Motor           | 18              |       |
| Ret | 6  | Jo Bonnier         | BRM             | 14     | Motor           | 7               |       |
| Ret | 14 | Innes Ireland      | Lotus - Climax  | 13     | Accident        | 8               |       |
| Ret | 8  | Dan Gurney         | BRM             | 4      | Motor           | 12              |       |
| Ret | 38 | Tony Brooks        | Cooper - Climax | 2      | Caixa canvi     | 2               |       |
| Ret | 28 | Lance Reventlow    | Scarab          | 1      | Motor           | 16              |       |
| NVS | 12 | Stirling Moss      | Lotus - Climax  | 0      | Accident        | 3               |       |
| NVS | 20 | Mike Taylor        | Lotus - Climax  | 0      | Accident        | 19              |       |

## Altres
- Pole: Jack Brabham 3' 50. 0

- Volta ràpida: Jack Brabham 3' 51. 9